# Brad Gillis
Brad Gillis (Honolulu, 15 de junio de 1957) es un guitarrista estadounidense, reconocido por tocar en las bandas de rock Night Ranger y Ozzy Osbourne. 

## Carrera
Gillis debutó en una agrupación llamada Rubicon durante los años 1970, anterior a su experiencia con Night Ranger. Participó como guitarrista de Ozzy Osbourne en el directo Speak of the Devil.
Tocó también en la agrupación de Fiona y grabó algunos álbumes en solitario. En 1985 participó de Hear n' Aid, una reunión promovida por Ronnie James Dio y sus músicos, que buscaba recaudar fondos para mitigar el hambre en África. Junto a él estuvieron, entre muchos otros, guitarristas reconocidos de la escena como Adrian Smith y Dave Murray de Iron Maiden, George Lynch de Dokken, Craig Goldy de Giuffria, Ted Nugent e Yngwie Malmsteen.

## Discografía

### Con Rubicon
- Rubicon
- American Dreams

### Con Night Ranger
- Dawn Patrol (1982)
- Midnight Madness (1983)
- 7 Wishes (1985)
- Big Life (1987)
- Man In Motion (1988)
- Greatest Hits (1989)
- Live In Japan (1990)
- Feeding Off The Mojo (1995)
- Neverland (1997)
- Seven (1998)
- Hole in the Sun (2007)
- Somewhere in California (2011)
- 24 Strings and a Drummer (2012)

### Con Ozzy Osbourne
- Speak of the Devil (1982)

### Con Fiona
- Heart Like A Gun (1989)

### Solo
- Gilrock Ranch (1993)
- Alligator (2000)

### Con Vicious Rumors
- Warball (2006)